# ناتاشا رومانوف (دنیای سینمایی مارول)
ناتاشا رومانوف شخصیتی است که توسط اسکارلت جوهانسون در فرانچایز فیلم دنیای سینمایی مارول۶۱۶ (MCU) نقش آفرینی شده‌است - بر اساس شخصیتی در مارول کامیکس به همین نام - که بعضی اوقات توسط خوددیگرش، بیوه سیاه شناخته شده‌است. رومانوف یک جاسوس و یک رزمنده متخصص و تن به تن است که از کودکی در اتاق قرمز آموزش دیده‌است. او سرانجام به بخشی از افراد آژانس ضدتروریسم شیلد تبدیل می‌شود، که ازآن طریق این شخصیت در مرد آهنی ۲ و سپس انتقام جویان معرفی شد و از هم تیمی‌های خود و زمین در برابر تهدیدات مختلف تا زمان مرگ وی در انتقام‌جویان: پایان بازی دفاع می‌کند. در سال ۲۰۲۰، این شخصیت قهرمان اصلی فیلم خودش، بیوه سیاه است.